# Сысоев, Владимир Владимирович
Владимир Владимирович Сысоев (род. 21 июня 1973, Тюмень, Тюменская область, РСФСР, СССР) — российский политический деятель. Депутат Государственной думы VII созыва (2016-2019), заместитель губернатора Тюменской области, курирующий областные департаменты экономики, труда и занятости населения и информатизации (2019-2021), заместитель Председателя Тюменской областной Думы (2021-2025), депутат Государственной Думы ФС РФ VIII созыва.

## Биография
Родился 21 июня 1973 года. В 1998 году окончил Тюменский государственный университет по специальности «Финансы и кредит» с присвоением квалификации экономист. В 2001 году прошел профессиональную переподготовку в Уральской академии государственной службы по программе «Государственное и муниципальное управление». В 2013 году окончил Институт мировых цивилизаций по специальности «Юриспруденция» с присвоением квалификации – юрист. В 2017 году прошел профессиональную переподготовку в Российской академии народного хозяйства и государственной службы при Президенте Российской Федерации, получена квалификация специалист в области государственного и муниципального управления. С 2016 года состоит в резерве управленческих кадров, находящихся под патронажем Президента Российской Федерации. Государственный советник Тюменской области 1 класса . 
С 2007 г. по 2011 г. – депутат Тюменской областной Думы IV созыва.
С марта 2011 г. по декабрь 2011 г. – депутат Думы Ханты-Мансийского автономного округа – Югры V созыва, заместитель председателя Комитета по бюджету, финансам и налоговой политике.
С 2012 по 2015 год - депутат, заместитель председателя Тюменской областной Думы.
С 28 октября 2015 года — депутат Государственной Думы VI созыва (получил ставший вакантным мандат С. В. Калашникова). Член ЛДПР. Заместитель председателя комитета ГД по природным ресурсам, природопользованию и экологии. 
С 18 сентября 2016 года - депутат Государственной Думы VII созыва, первый заместитель председателя Комитета по природным ресурсам, собственности и земельным отношениям, заместитель председателя комиссии Государственной Думы Федерального Собрания Российской Федерации по правовому обеспечению развития организаций оборонно-промышленного комплекса Российской Федерации. 
12 марта 2019 года Владимир Сысоев был назначен заместителем губернатора Тюменской области. На этой должности он курирует вопросы экономики, труда и занятости населения, информатизации, реализации национальных проектов и государственных программ.
25 июня 2021 года ушел с поста заместителя губернатора Тюменской области по собственному желанию.  
С 7 октября 2021 года - депутат Тюменской областной Думы VII созыва, заместитель Председателя Тюменской областной Думы, член постоянной комиссии по вопросам депутатской этики и регламентным процедурам.  
С 21 мая 2025 года - депутат Государственной Думы ФС РФ VIII созыва.        

## Награды
- Почётная грамота губернатора Тюменской области (2007)
- Почётная грамота Тюменской областной Думы (2009)
- Почётный нагрудный знак Тюменской областной Думы (2011)
- Благодарственное письмо председателя Думы Ханты-Мансийского автономного округа — Югры (2011)
- Благодарность губернатора Тюменской области (2014)
- Юбилейное благодарственное письмо председателя Думы Ханты-Мансийского автономного округа — Югры (2014)
- Нагрудный знак Федерации независимых профсоюзов России «За содружество» (2014)
- Юбилейная медаль Русской Православной Церкви «В память 1000-летия преставления равноапостольного великого князя Владимира» (2015)
- Почётная грамота Тюменской городской Думы (2015)
- Почётная грамота Тюменской областной Думы (2015)
- Медаль МЧС России «XXV лет МЧС России» (2016)
- Нагрудный знак «Почетный работник охраны природы» (2016)
- Благодарность Законодательного Собрания Ямало-Ненецкого автономного округа (2016)
- Благодарность Председателя Государственной Думы Федерального Собрания Российской Федерации (2016)
- Благодарность Президента Российской Федерации (2018)
- Благодарственное письмо Митрополита Тобольского и Тюменского
- Благодарность Председателя Совета Федерации Федерального Собрания Российской Федерации (2021)
- Благодарственное письмо Правительства Тюменской области (2021)
- Медаль Сочинской епархии Русской Православной Церкви "Апостола Симона Кананита" III степени (2022)
- Почётная грамота Законодательного Собрания Ямало-Ненецкого автономного округа (2023)
- Почётная грамота Комитета Государственной Думы по физической культуре и спорту (2023)
- Благодарность полномочного представителя Президента Российской Федерации в Уральском федеральном округе (2023)
- Почётная грамота Совета Федерации Федерального Собрания Российской Федерации (2024)
- Почётная грамота Избирательной комиссии Ханты-Мансийского автономного округа-Югры (2024)
- Благодарность Совета Законодателей Тюменской области, Ханты-Мансийского автономного округа - Югры, Ямало-Ненецкого автономного округа (2024)